# 霍凱鎮區 (北達科他州迪瓦德縣)
霍凱鎮區（英語：Hawkeye Township）是位於美國北達科他州迪瓦德縣的一個鎮區。

## 地方資料
霍凱鎮區的面積為93.28平方千米，當中陸地面積為91.21平方千米，而水域面積為2.07平方千米。根據2020年美國人口普查的數據，當地共有人口43人，而人口密度為每平方千米0.46人。